# Funzione vettoriale

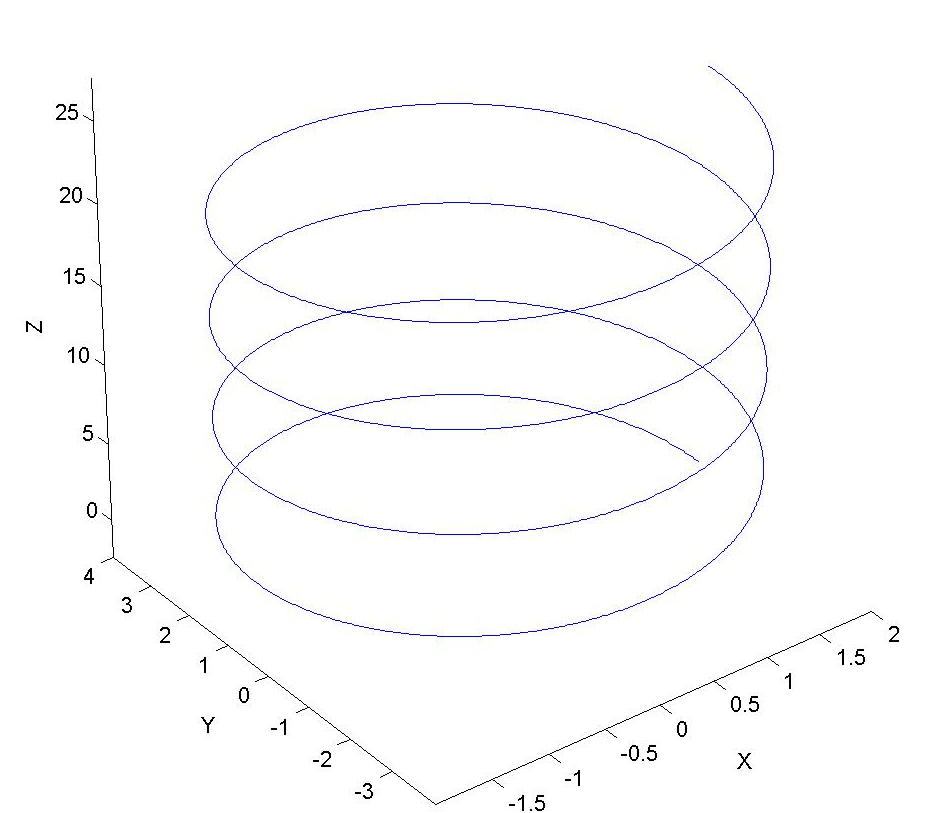
Immagine della funzione nello spazio euclideo tridimensionale

In matematica, una funzione vettoriale è una funzione di variabile reale che assume valori nel prodotto cartesiano {\displaystyle \mathbb {R} ^{n}}. Una funzione di questo tipo è identificata da una n-upla di funzioni reali fi(x), in cui ognuna rappresenta la dipendenza dell'i-esima componente del vettore immagine dall'argomento. Il dominio può a sua volta essere a una o più dimensioni.
Ad esempio, una funzione dai reali verso i vettori bidimensionali può essere indicata come:
{\displaystyle \mathbf {f} (x)=\langle f_{1}(x),f_{2}(x)\rangle }
o, utilizzando la notazione dei versori,
{\displaystyle \mathbf {f} (x)=f_{1}(x)\mathbf {\hat {i}} +f_{2}(x)\mathbf {\hat {j}} }
in cui f1 e f2 sono funzioni {\displaystyle \mathbb {R} \rightarrow \mathbb {R} }.
Il dominio di una funzione vettoriale è l'intersezione dei domini delle n funzioni reali.

## Derivazione di una funzione vettoriale
Se {\displaystyle \mathbf {f} :\mathbb {R} \to \mathbb {R} ^{n}}, si definisce la derivata di una funzione vettoriale esattamente allo stesso modo delle funzioni reali, cioè come il limite del rapporto incrementale:
{\displaystyle \mathbf {f} '(t)=\lim _{h\to 0}{\frac {\mathbf {f} (t+h)-\mathbf {f} (t)}{h}},}.
Grazie alle proprietà delle operazioni sui vettori, se tale limite esiste esso coincide con il vettore delle derivate delle singole funzioni, cioè {\displaystyle \mathbf {f} '(x)=\langle f'_{1}(x),f'_{2}(x),...,f'_{n}(x)\rangle }.
Tutte le proprietà comode della derivazione reale ritornano in quella vettoriale. Notare che in particolare per la linearità della derivata e per la regola del prodotto, questo risultato può essere ricavato anche dalla scrittura di {\displaystyle \mathbf {f} } mediante versori, in quanto la derivata di un versore costante è 0.
Se {\displaystyle \mathbf {f} :\mathbb {R} ^{n}\to \mathbb {R} ^{m}}, con {\displaystyle n,m>0}, allora si hanno {\displaystyle mn} derivate parziali, ognuna per ogni combinazione delle {\displaystyle n} variabili con le {\displaystyle m} funzioni scalari. L'insieme di queste derivate (se esiste) si indica di solito in una matrice di {\displaystyle m} righe e {\displaystyle n} colonne, dove la i-esima riga rappresenta il gradiente della i-esima funzione scalare yi.
{\displaystyle {\begin{bmatrix}{\frac {\partial y_{1}}{\partial x_{1}}}&\cdots &{\frac {\partial y_{1}}{\partial x_{n}}}\\\vdots &\cdots &\vdots \\{\frac {\partial y_{m}}{\partial x_{1}}}&\cdots &{\frac {\partial y_{m}}{\partial x_{n}}}\end{bmatrix}}}
detta matrice jacobiana di {\displaystyle \mathbf {f} }.

## Esempi
- La funzione che dato un numero reale restituisce la sua parte intera e la sua parte frazionaria è una funzione vettoriale.
- Un esempio meno banale e di estrema importanza è la parametrizzazione di una curva nel piano, o meglio nello spazio, a valori quindi in {\displaystyle \mathbb {R} ^{3}}.